# John Surman

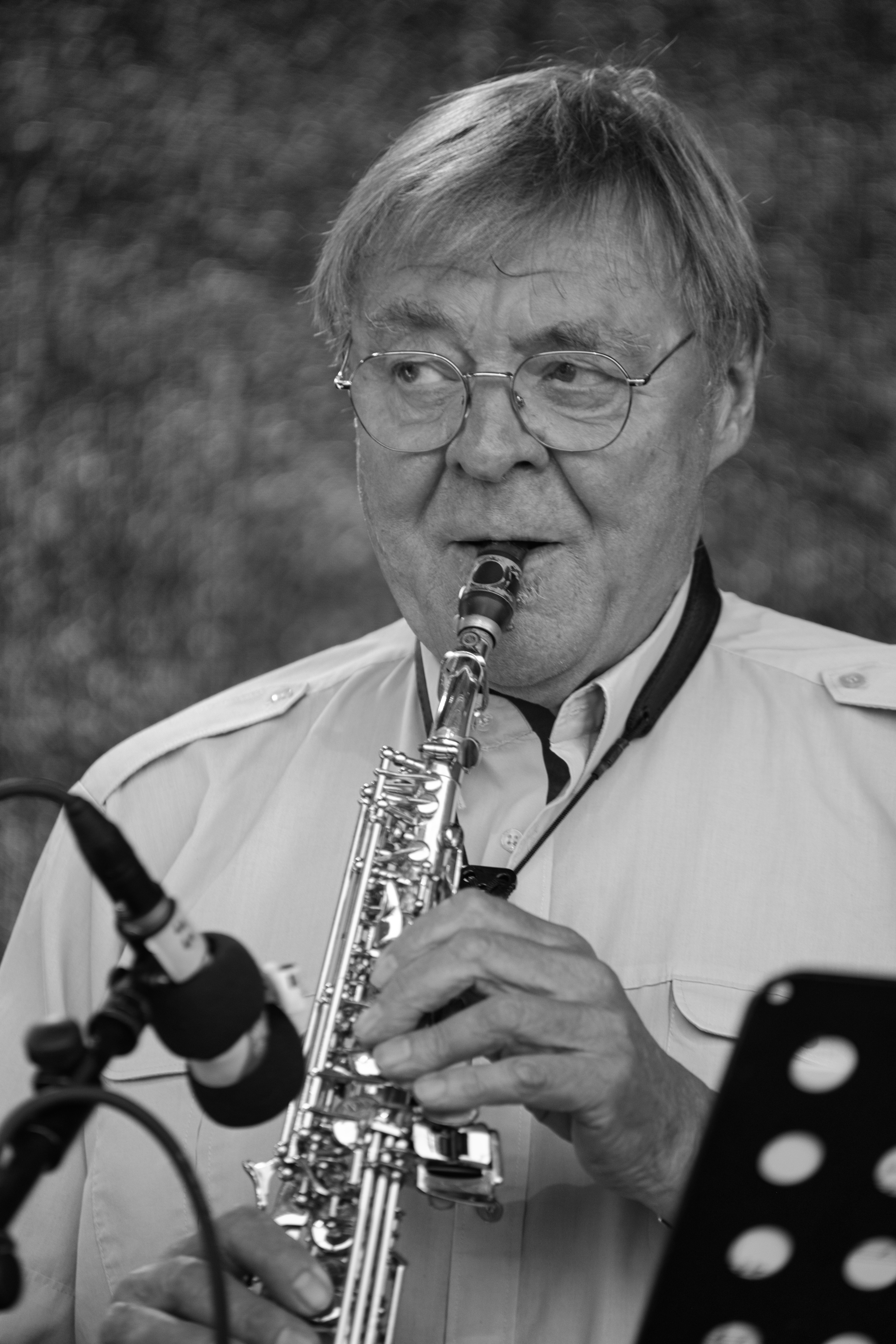
John Surman "Words Unspoken" auf dem INNtöne Jazzfestival 2024

John Douglas Surman (* 30. August 1944 in Tavistock, England) ist ein britischer Jazzmusiker und -Komponist. Er spielt Sopran- und Baritonsaxophon, Bassklarinette und Synthesizer, als Nebeninstrument auch elektronische Blasinstrumente und Blockflöten. Er hat auch Musik für Tanzdarbietungen und Film-Soundtracks komponiert und gespielt.

## Leben und Wirken
Nachdem er zunächst Mitte der 1960er Jahre Baritonsaxophon in der Mike-Westbrook-Band gespielt hatte, verwendete er bald auch Sopransaxophon und Bassklarinette. Auf Schallplatte erschien er zum ersten Mail 1966 mit dem Pete-Lemer-Quintett. Nach weiteren Aufnahmen und Auftritten mit den Jazz-Bandleadern Mike Westbrook und Graham Collier sowie dem Bluesrock-Musiker Alexis Korner veröffentlichte er 1968 sein erstes Album: John Surman. Im gleichen Jahr wirkte er auch auf dem Jazz-Album Out of this World der in Deutschland bis dahin als Schlager-Sängerin erfolgreichen Dänin Gitte Hænning mit der Bigband von Kenny Clarke und Francy Boland mit.
1969 nahm er mit John McLaughlin auf (Extrapolation) und gründete mit zwei ausgewanderten Amerikanern, dem Kontrabassisten Barre Phillips und dem Schlagzeuger Stu Martin, die angesehene und einflussreiche Gruppe „The Trio“, die 1976 noch einmal wiederbelebt und um den Posaunisten Albert Mangelsdorff verstärkt zum Quartett MUMPS wurde. Mitte der 1970er Jahre gründete er eine der ersten Bands, die nur aus Saxophonisten bestand: „S.O.S.“ mit Altsaxophonist Mike Osborne und Tenorsaxophonist Alan Skidmore. In dieser frühen Periode nahm er auch zusammen mit Saxophonist Ronnie Scott, Bandleader Michael Gibbs sowie Chris McGregor’s Brotherhood of Breath auf.

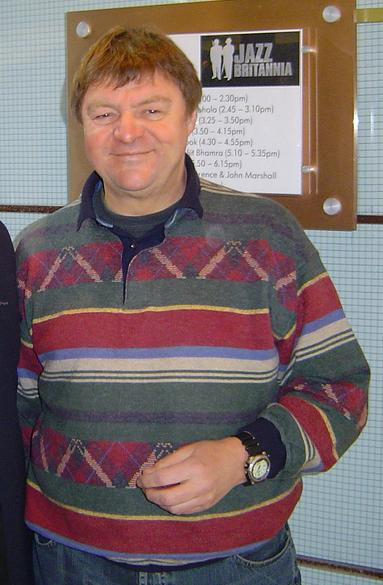
John Surman 2005

1972 begann er, mit Synthesizern zu experimentieren. In diesem Jahr entstand Westering Home, das erste von mehreren Soloprojekten, bei denen er alle Instrumente selbst spielte und mithilfe von Overdubbing aufnahm. 1975 nahm er sein letztes Album mit Mike Westbrook, Citadel/Room 315 auf. Dieses Album beinhaltet kraftvolle Surman-Soli auf Bariton- und Sopransaxophon sowie Bassklarinette und wird von vielen Kritikern als sein bestes Werk mit Westbrook angesehen.
Viele von Surmans in den 1970er Jahren angeknüpften musikalischen Beziehungen dauern bis heute an. Dazu gehören ein Quartett mit Pianist John Taylor, Bassist Chris Laurence und Schlagzeuger John Marshall, Duette und andere Projekte mit der norwegischen Sängerin Karin Krog sowie mit dem Schlagzeuger und Pianisten Jack DeJohnette. Surman arbeitet seit Ende der 1970er bis heute mit dem Label ECM zusammen. In den 1980er Jahren entstand das Brass Project, u. a. mit Kenny Wheeler, Guy Barker, Harry Beckett sowie den langjährigen Mitgliedern Chris Laurence und John Marshall; 1992 nahm Surman mit dem kanadischen Komponisten und Arrangeur John Warren das Album The Brass Project auf. Mit dem Vibraphonisten Rob Waring und dem Pianisten Nelson Ayres entstand 2017 sein Album Invisible Threads. Mit Gitarrist Rob Luft, Vibrafonist Rob Waring und Schlagzeuger Thomas Strønen folgte 2024 Words Unspoken.

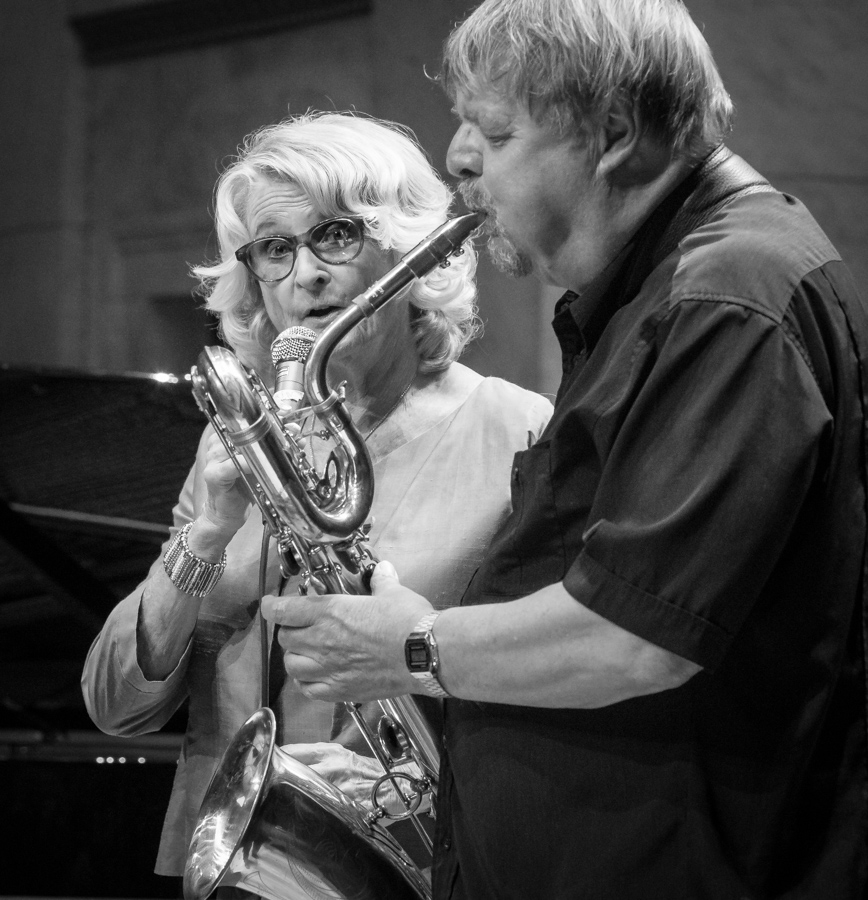
John Surman mit Karin Krog (2017)

In den vergangenen Jahren hat er mehrere Werke komponiert, in denen sein eigenes Spiel in ungewöhnlichem Kontext auftaucht, zum Beispiel mit Kirchenorgel und Chor (Proverbs and Songs, 1996), mit Streichquintett (Coruscating, 1999) sowie mit London Brass und Jack DeJohnette (Free and Equal, 2001). Er hat auch in einem einzigartigen Trio mit dem tunesischen Oud-Spieler Anouar Brahem und dem Bassisten Dave Holland mitgewirkt (Thimar, 1997) und mit dem Sänger John Potter Lieder von John Dowland aufgenommen (In Darkness Let Me Dwell, 1999).
Weitere Musiker, mit denen John Surman zusammengearbeitet hat, sind unter anderen Bassist Miroslav Vitouš, Bandleader Gil Evans, die Pianisten Paul Bley und Lucian Ban, die Gitarristen Terje Rypdal und John Abercrombie, der Bandoneonist Dino Saluzzi, die Trompeter Harry Beckett und Tomasz Stańko sowie sein Sohn Ben Surman. Mit Rob Luft, Rob Waring, Thomas Strønen und dem Sounddesigner Stuart Mørch Kerrison bildete er John Surman Words Unspoken.